# Alchemilla acrodon
Alchemilla acrodon är en rosväxtart som beskrevs av S. Fröhner. Alchemilla acrodon ingår i släktet daggkåpor, och familjen rosväxter. Inga underarter finns listade i Catalogue of Life.